# Кажинский, Бернард Бернардович
Берна́рд Берна́рдович Кажи́нский (1890—1962) — советский учёный, инженер-электрик, пионер исследований в СССР в области телепатии и биологической радиосвязи, кандидат физико-математических наук.

## Биография

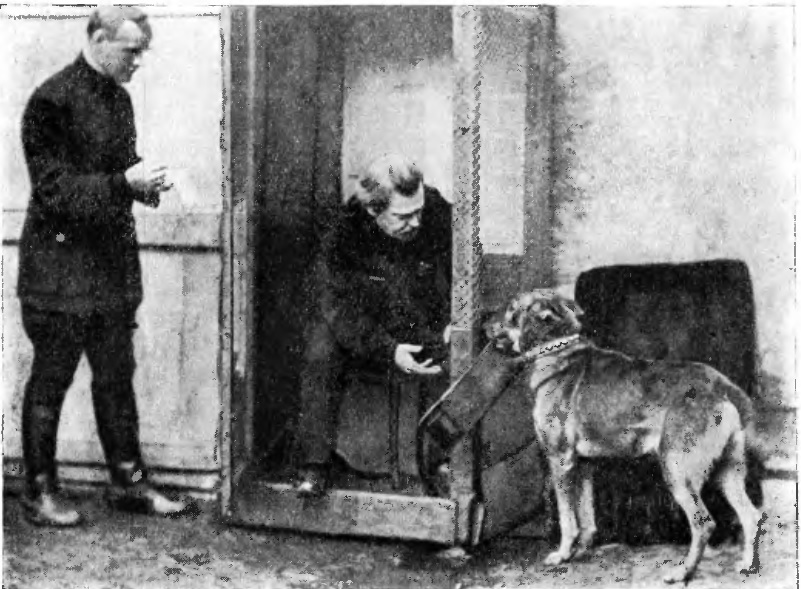
Опыты внушения В. Л. Дурова собаке через изолятор системы Б. Б. Кажинского. Коммутатор открыт. Собака «Марс» исполнила заданное внушение: принесла телефонный блокнот (1922—1923 годы).

Встречался со многими выдающимися людьми науки и часто находил с их стороны взаимопонимание и поддержку своим идеям. Кажинский близко общался и сотрудничал с К. Э. Циолковским, В. М. Бехтеревым, А. В. Леонтовичем, П. П. Лазаревым, известным дрессировщиком животных В. Л. Дуровым, писателем-фантастом А. Р. Беляевым и др.
Кажинский послужил прототипом одного из героев научно-фантастического романа Беляева «Властелин мира», Качинского. Идеи Б. Б. Кажинского о биорадиосвязи, а также ряд его соображений и наблюдений послужили основным научным материалом для этого произведения.